# 羅伯特·沙夫拉卡澤
羅伯特·沙夫拉卡澤（1933年4月1日—2020年3月4日）是一名喬治亞男子田徑運動員。他曾代表蘇聯參加1960年和1964年夏季奧林匹克運動會田徑比賽，並於跳高項目分別獲得第一名和第五名。他還在1962年歐洲田徑錦標賽中獲得一枚銅牌。
在國內，沙夫拉卡澤只在1964年贏得一個蘇聯冠軍，在1959年、1960年和1962年獲得第二名。從比賽中退役後，他在喬治亞和剛果擔任田徑教練。1981年至1993年，他是喬治亞農業大學的體育教授。後來他成為喬治亞奧林匹克委員會的成員。